# Rébellion Bundy

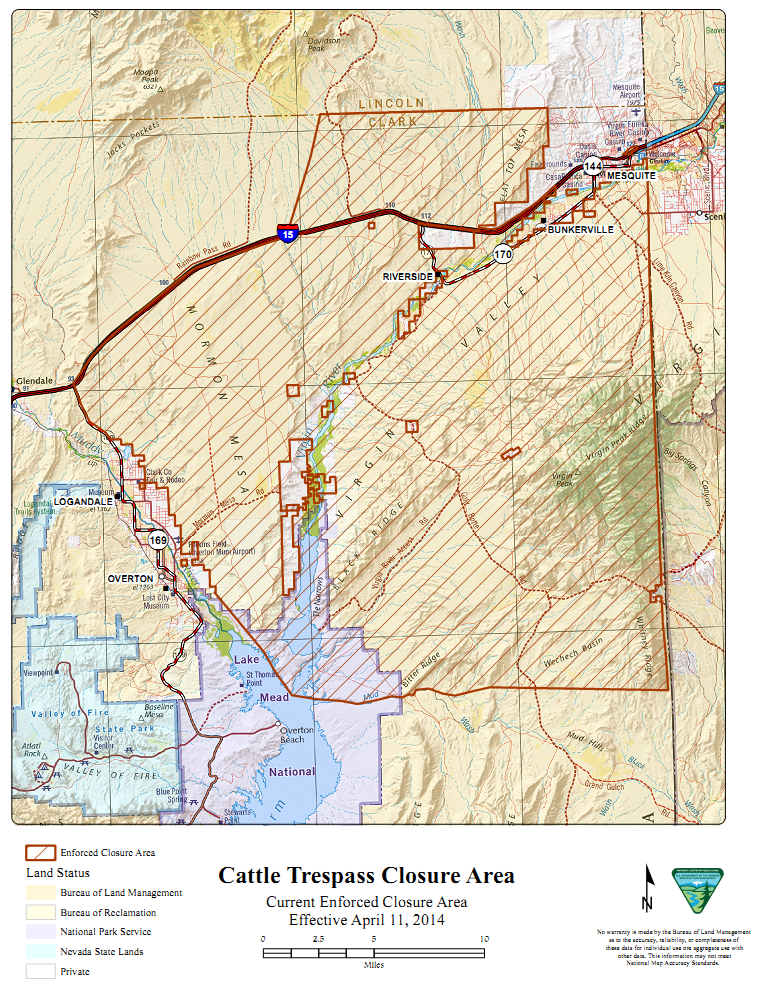
Clôture de bétail du Bureau of Land Management au 11 avril 2014

La rébellion Bundy fait référence à un conflit juridique à partir de 1993 et à une rébellion armée ayant éclaté en avril 2014 autour d'un fermier du Nevada, Cliven Bundy et des pâtures pour le bétail détenues par le Bureau of Land Management (BLM).

## Histoire
Bundy refusait de payer des droits pour faire paître son bétail sur des terres, à proximité de Bunkerville. D'après ses dires, ce sont ses ancêtres et non le gouvernement fédéral qui les ont valorisées. Il fut frappé d'une interdiction de faire paître son bétail et la Cour de district des États-Unis pour le Nevada condamna Bundy en 1998 par l'acte United States v. Bundy. En avril 2014, après des années de violation de la décision de justice, le BLM tenta de capturer le bétail de Bundy qui paissait sur la terre litigieuse. Durant l'intervention, ils durent affronter l'opposition de la population locale et de soutiens armés fidèles à Bundy.
En janvier 2016, deux de ses fils, Ammon et Ryan sont impliqués dans l'occupation du parc de Malheur (Oregon).